# أسماك شيطان البحر
يحتوي جنس مانتا (Manta) على نوعين من أسماك شيطان البحر: وهي شيطان بحر الشعاب المرجانية (Manta alfredi) وشيطان البحر المحيطي الضخم (Manta birostris)، وهما أكبر أنواع سمك الراي في العائلة Mobulidae، وأكبر أنواع سمك الراي في العالم. ويصل عرض أسماك شيطان البحر المحيطية على الأقل إلى 7 متر (23 قدم) وهناك تقارير قولية تشير إلى وجود عينات أكبر من ذلك، في حين أن شيطان بحر الشعاب المرجانية يصل عرضها إلى 5.5 متر (18 قدم).
وتنتشر أسماك شيطان البحر في مختلف أرجاء العالم، وهي توجد بشكل نموذجي في المياه الاستوائية شبه الاستوائية، رغم أنه يمكن العثور على أسماك شيطان البحر في المياه المعتدلة. وتتواجد أسماك شيطان البحر المحيطية في المياه العميقة، في المناطق البحرية، حيث تقوم بعمل زيارات دورية إلى مراكز التنظيف في الجبال البحرية والشعاب المرجانية الساحلية. ولا يتواجد إلا أقل القليل من المعلومات الراسخة حول تحركات أسماك شيطان البحر المحيطية، إلا أنها يعتقد أنها عابرة وراحلة أكثر من أسماك شيطان بحر الشعاب المرجانية التي تكون أصغر حجمًا، والتي تميل إلى أن تقيم في مواطن السواحل الأكثر ضحالة.
وأغلب أنواع القروش وأسماك الراي والورنك (صفيحية الخياشيم الغضروفية) تكون نسبة كتلة المخ إلى الجسم صغيرة، إلا أن النسبة تكون أكبر نسبيًا في أسماك شيطان البحر وأسماك راي موبولا

## اقرأ أيضا
- سمك طائر
- تنين طائر

## وصلات خارجية
- Microdocs: Manta ray
- Manta birostris, IUCN Red List of Threatened Species